# Bislev (parochie)
Bislev is een parochie van de Deense Volkskerk in de Deense gemeente Aalborg. De parochie maakt deel uit van het bisdom Aalborg en telt 627 kerkleden op een bevolking van 683 (2004).
Historisch maakt de parochie deel uit van de herred Hornum. In 1970 werd de parochie opgenomen in de nieuw gevormde gemeente Nibe. Nibe ging in 2007 op in de vergrote gemeente Aalborg.

Bislev · Dall · Ejdrup · Ellidshøj · Farstrup · Ferslev · Frejlev · Godthåb · Lundby · Nibe · Nørholm · Sebber · Sønderholm · Store Ajstrup · Svenstrup · Vokslev · Volsted